# Avella neocaledonica
Avella neocaledonica is een spinnensoort in de taxonomische indeling van de Deinopidae.
Het dier behoort tot het geslacht Avella. De wetenschappelijke naam van de soort werd voor het eerst geldig gepubliceerd in 1888 door Eugène Simon.